# 17281 Mattblythe
17281 Mattblythe este un asteroid din centura principală de asteroizi.

## Descriere
17281 Mattblythe este un asteroid din centura principală de asteroizi. A fost descoperit pe 6 iunie 2000 la Stația Anderson Mesa în cadrul programului LONEOS. Asteroidul prezintă o orbită caracterizată de o semiaxă mare de 2,73 ua, o excentricitate de 0,14 și o înclinație de 5,2° în raport cu ecliptica.